# Buchloe dactyloides
Bouteloua dactyloides là một loài thực vật có hoa trong họ Hòa thảo. Loài này được (Nutt.) Engelm. mô tả khoa học đầu tiên năm 1859.

## Hình ảnh

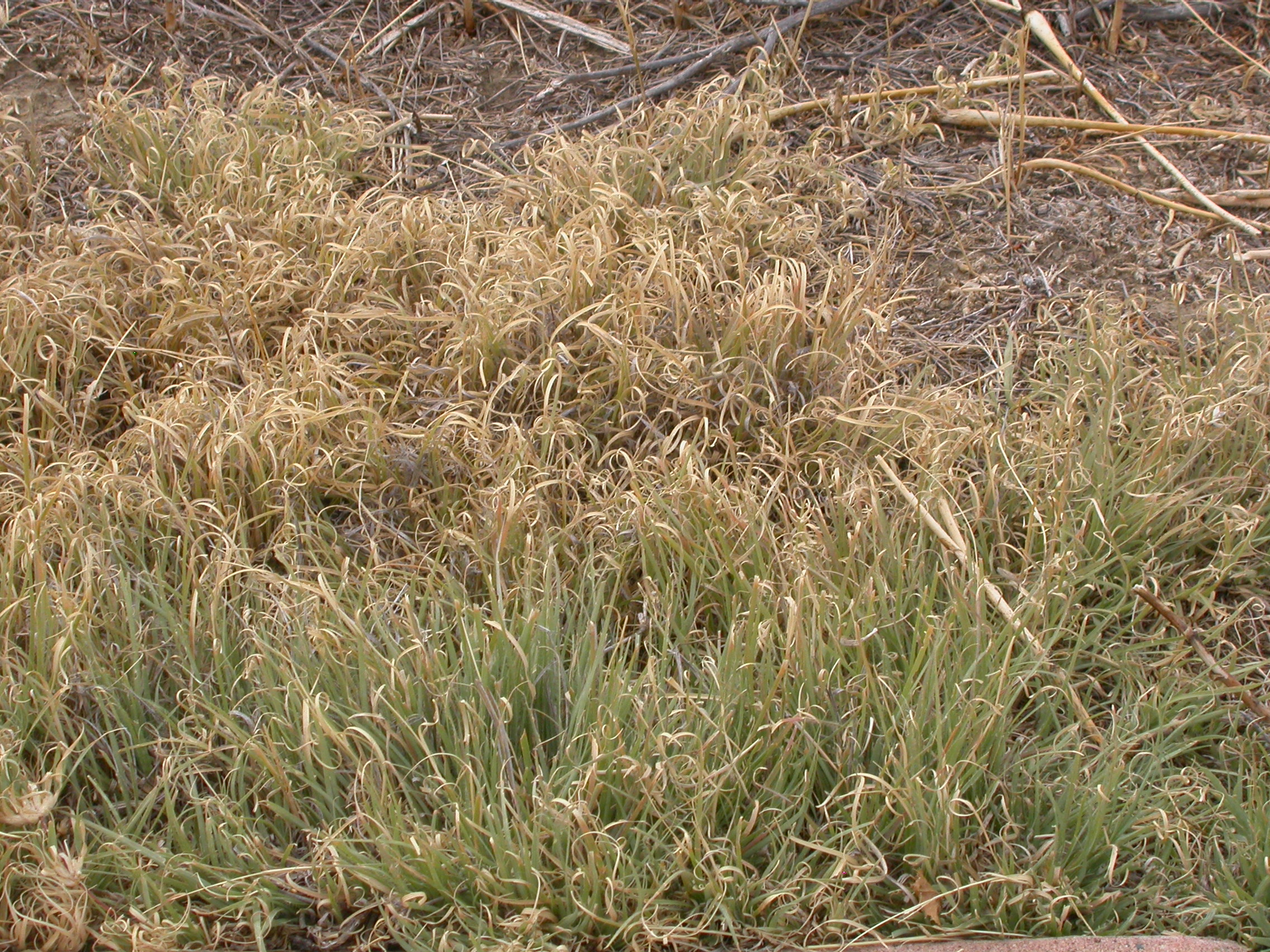
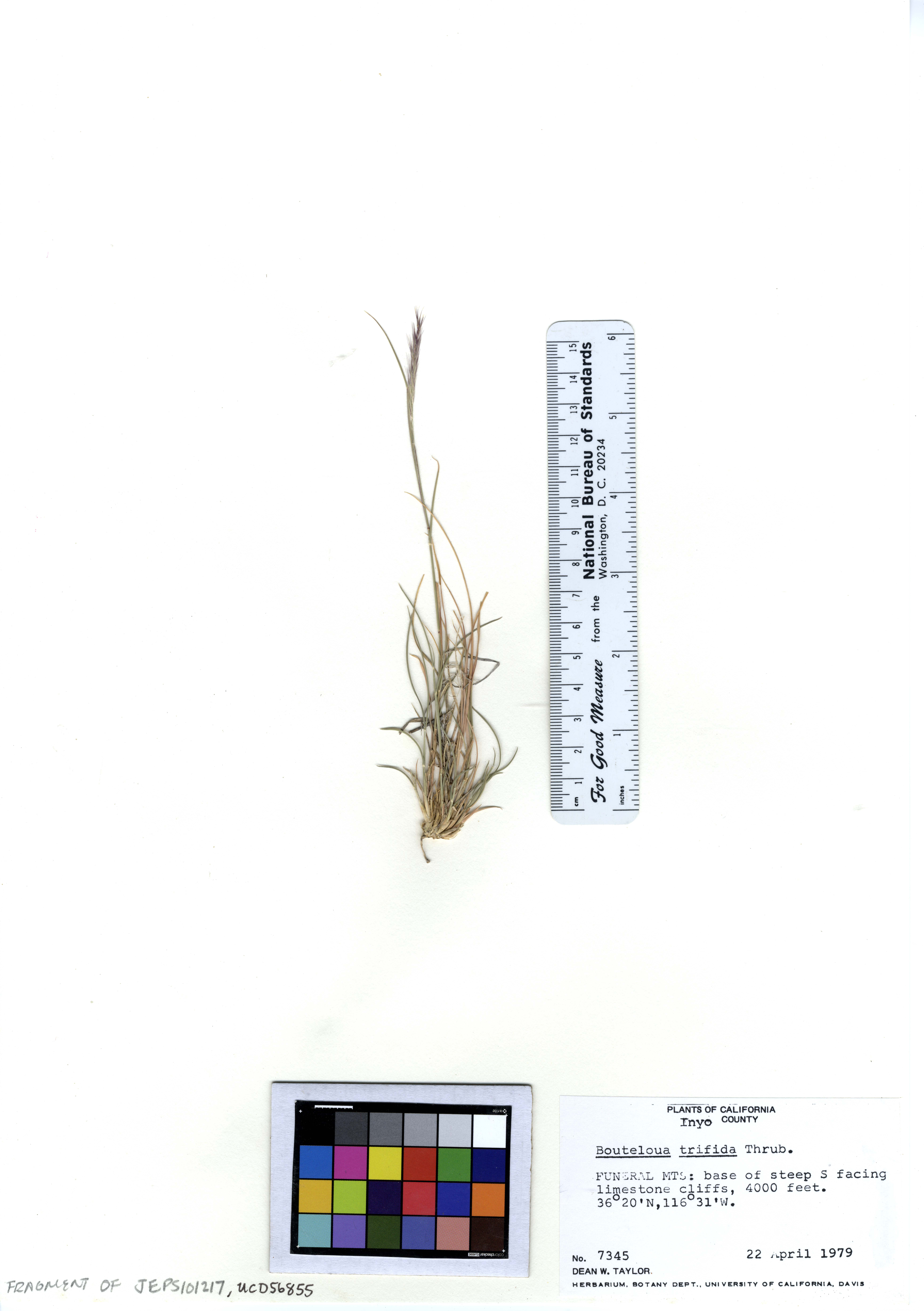
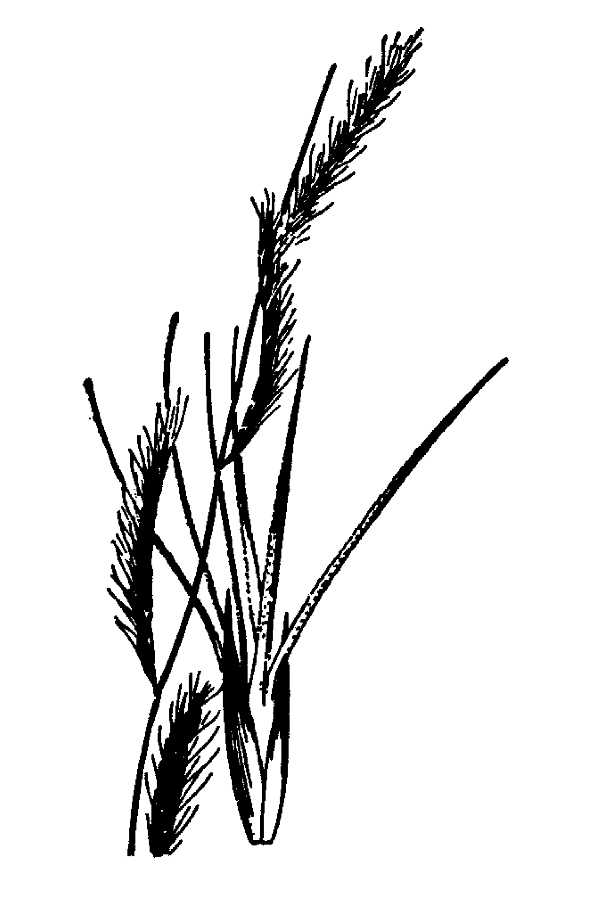
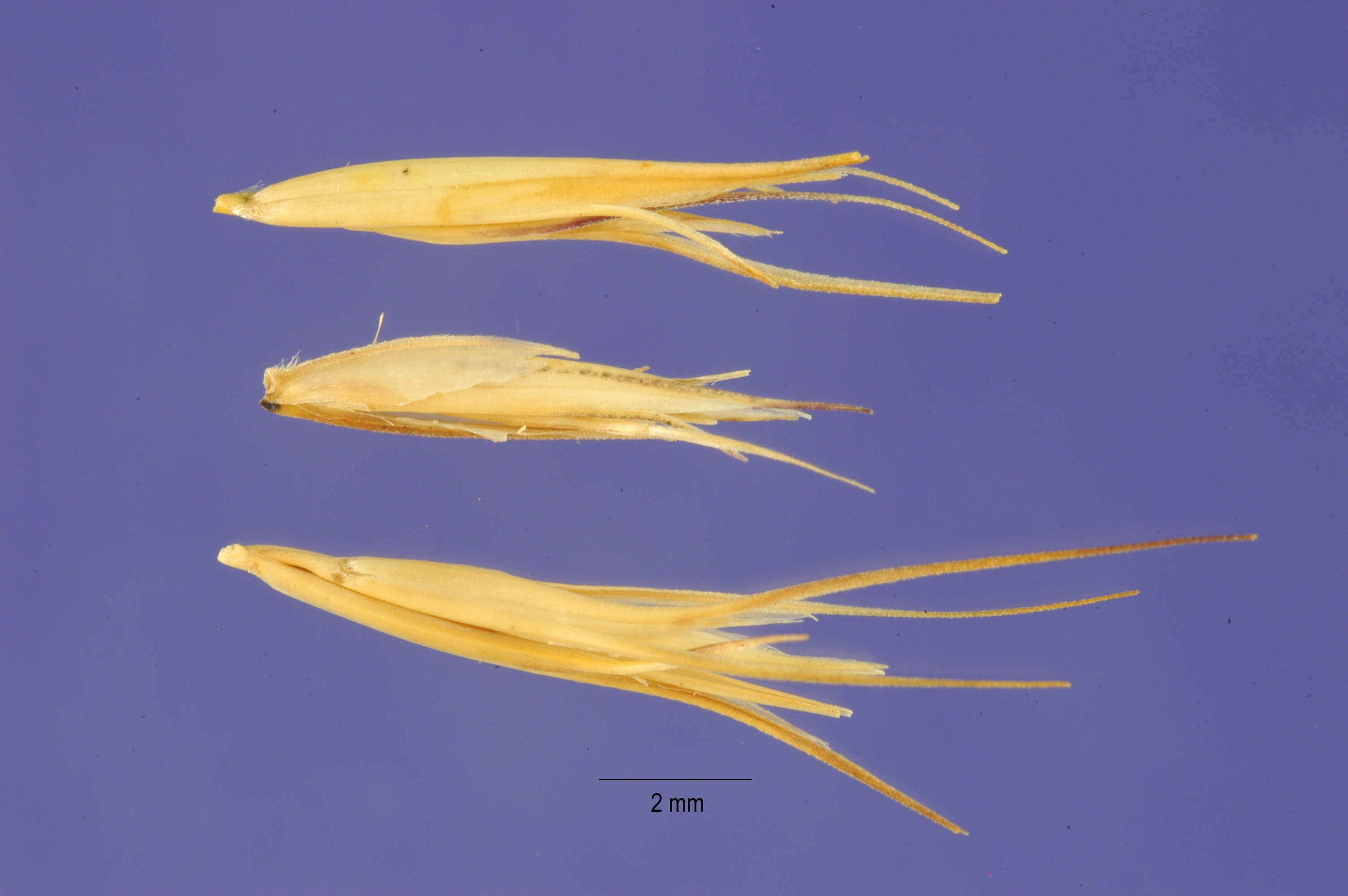